# The Valley (Anguila)
The Valley (El Valle en español) es la capital del territorio británico de ultramar de Anguila. Localizada en el centro de la isla de Anguila, a 18° 13' latitud norte y 63° 03' longitud oeste, posee una población de 3269 habitantes, según estimaciones de 2011.
En la ciudad se encuentran pocos lugares con estilo de arquitectura colonial, debido al traslado de la administración de Anguila a San Cristóbal y Nieves en 1825. Uno de estos lugares es la Wallblake House, edificada en 1787 y aún en pie, usada como casa parroquial de la iglesia.